# Saint Thomas Middle Island

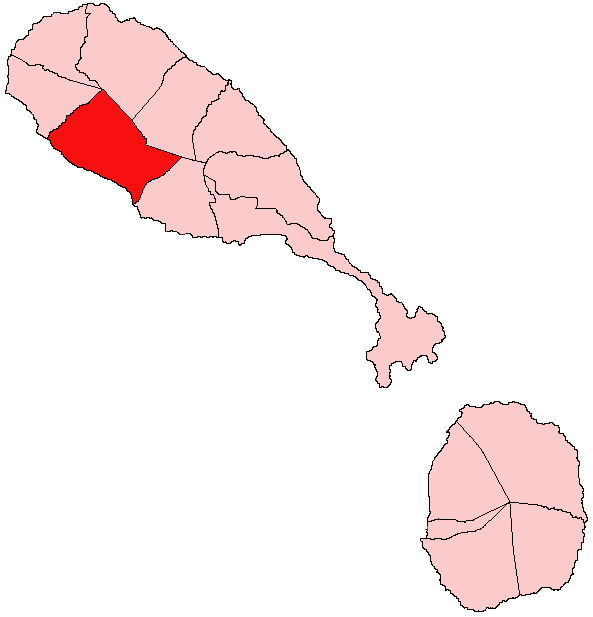

Saint Thomas Middle Island – parafia w południowo-zachodniej części wyspy Saint Kitts należącej do Saint Kitts i Nevis. Jej stolicą jest Middle Island. Powierzchnia parafii wynosi 24,3 km², liczy ona 2332 mieszkańców (2001).